# Les Héros de Yucca
Pour plus de détails, voir Fiche technique et Distribution.
Les Héros de Yucca (The Invincible Six) est un film américano-iranien réalisé par Jean Negulesco, sorti en 1970.

## Synopsis
Un groupe de six voleurs défend un village iranien.

## Fiche technique
- Titre : Les Héros de Yucca
- Titre original : The Invincible Six
- Réalisation : Jean Negulesco
- Scénario : Guy Elmes et Chester Erskine, d'après le roman The Heroes of Yucca de Michael Barrett
- Photographie : Piero Portalupi
- Montage : Derek York
- Musique : Mános Hadjidákis
- Chorégraphie : Rudolf Noureev
- Pays de production :  États-Unis |  Iran
- Langue : anglais
- Format : Couleurs - 2,35 : 1 - Mono - 35 mm
- Genre : Comédie, Film d'aventure, Film d'action
- Durée : 103 minutes
- Date de sortie : 
  - États-Unis : 10 juin 1970

## Distribution
- Stuart Whitman : Tex
- Elke Sommer : Zari
- Curd Jürgens : le Baron
- Ian Ogilvy : Ronald
- Behrouz Vossoughi : Jahan
- Lon Satton : Mike